# Aghaali Ibrahimov
 (février 2024).
Pour les articles homonymes, voir Ibrahimov.
Aghaali Ibrahimov (en azéri: Ağaəli İbrahimov Müsəllim oğlu; né le 6 février 1946 à Bakou, en Azerbaïdjan) est un peintre azerbaïdjanais, secrétaire de l'Union des peintres azerbaïdjanais, Peintre du peuple de la République d'Azerbaïdjan (2006) .

## Biographie
Aghaali Musallim oglu Ibrahimov à Bakou. Après avoir obtenu son diplôme d'études secondaires, en 1966, il étudie à l’École d’art d’État d’Azim Azimzade et, de 1969 à 1974, à l’Institut d’art d’État d’Azerbaïdjan du nom de M. A. Aliyev. Depuis 1966, il participe à des expositions nationales et internationales; ses œuvres sont exposées en Russie, Turquie, États-Unis, France, Allemagne, Italie, Grande-Bretagne, Syrie, Bulgarie et dans d'autres pays.
Aghaali Ibrahimov est membre de l'Union des artistes d'Azerbaïdjan depuis 1975. Le 30 mai 2002, il reçoit le titre de Peintre émérite de la République d'Azerbaïdjan et le 29 décembre 2006, le titre de Peintre du peuple de la République d'Azerbaïdjan.

## Filmographie
- Le pouvoir de l'amour (film, 1998)
- Le client (film, 2000)
- Le dernier derviche (film, 2009)